# بهترین (فیلم)
بهترین یا پرایم(انگلیسی: Prime (film)) فیلمی در ژانر کمدی رمانتیک و کمدی-درام است که در سال ۲۰۰۵ منتشر شد.

## بازیگران
- اوما تورمن
- مریل استریپ
- برایان گرینبرگ
- آنی پاریس
- جری ادلر
- زاک اورث
- آتو اساندو